# Divonne-les-Bains
Divonne-les-Bains – miejscowość i gmina we Francji, w regionie Owernia-Rodan-Alpy, w departamencie Ain.

## Demografia
Według danych na styczeń 2012 r. gminę zamieszkiwało 8869 osób, a gęstość zaludnienia wynosiła 261,8 osób/km².

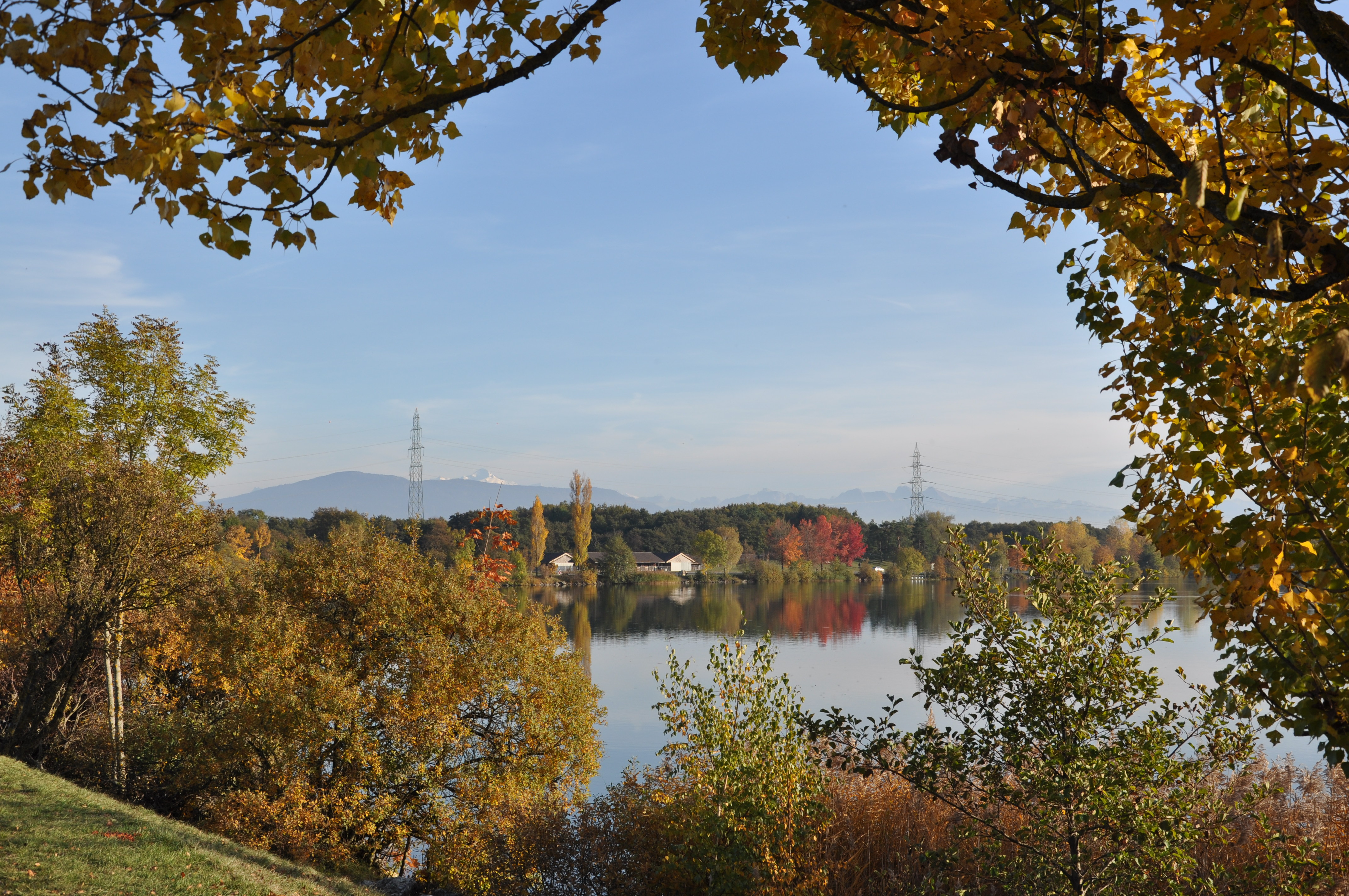
Le lac à Divonne-les-Bains (1)